# La Vie érotique d'Hélène de Troie
Pour plus de détails, voir Fiche technique et Distribution.
La Vie érotique d'Hélène de Troie (Elena sì... ma di Troia) est un péplum érotique et humoristique italien réalisé par Alfonso Brescia et sorti en 1973.

## Synopsis
Othon et Savio, des vagabonds venus d'Étrurie, se retrouvent sur les côtes de la Grèce antique à la recherche de pain et d'aventures. Ils sont accueillis par Pâris et Hélène et conduits au palais de Ménélas.

## Fiche technique
- Titre français : La Vie érotique d'Hélène de Troie[1]
- Titre original : Elena sì... ma di Troia[2]
- Réalisation : Alfonso Brescia
- Scénario : Vittorio Vighi (it), Mario Amendola, Piero Regnoli, Alfonso Brescia et Renzo Genta (it)
- Photographie : Oberdan Troiani (it)
- Montage : Vincenzo Vanni
- Musique : Alessandro Alessandroni
- Décors : Francesco Calabrese
- Production : Luigi Mondello
- Sociétés de production : LM Produzione Film
- Format : couleurs par Eastmancolor - 2,35:1 - Son mono - 35 mm
- Pays de production :  Italie
- Langue de tournage : italien
- Genre : péplum érotique et humoristique
- Durée : 95 minutes
- Dates de sortie : 
  - Italie : 1973 (visa délivré le 8 mai 1973)
  - France : 29 septembre 1976

## Distribution
- Don Backy : Othon (Otone en VO)
- Christa Linder : Hélène de Troie (Elena di Troia en VO)
- Piero Scheggi (sous le nom de « Peter Landers ») : Savio
- Renato Rossini (sous le nom de « Howard Ross ») : Pâris
- Pupo De Luca : Ménélas
- Barbara Betty : Chryséis
- Margaret Rose Keil : Clytemnestre
- Andrea Scotti : Énée
- Carla Mancini : Servante troyenne
- Alessandro Perrella :
- Nello Pazzafini : hôtesse
- Michael Forest : Agamemnon
- Emilio Messina : Ajax Oileo
- Pietro Torrisi : Ajax Telamonius